# Icône des prophètes Daniel, David et Salomon

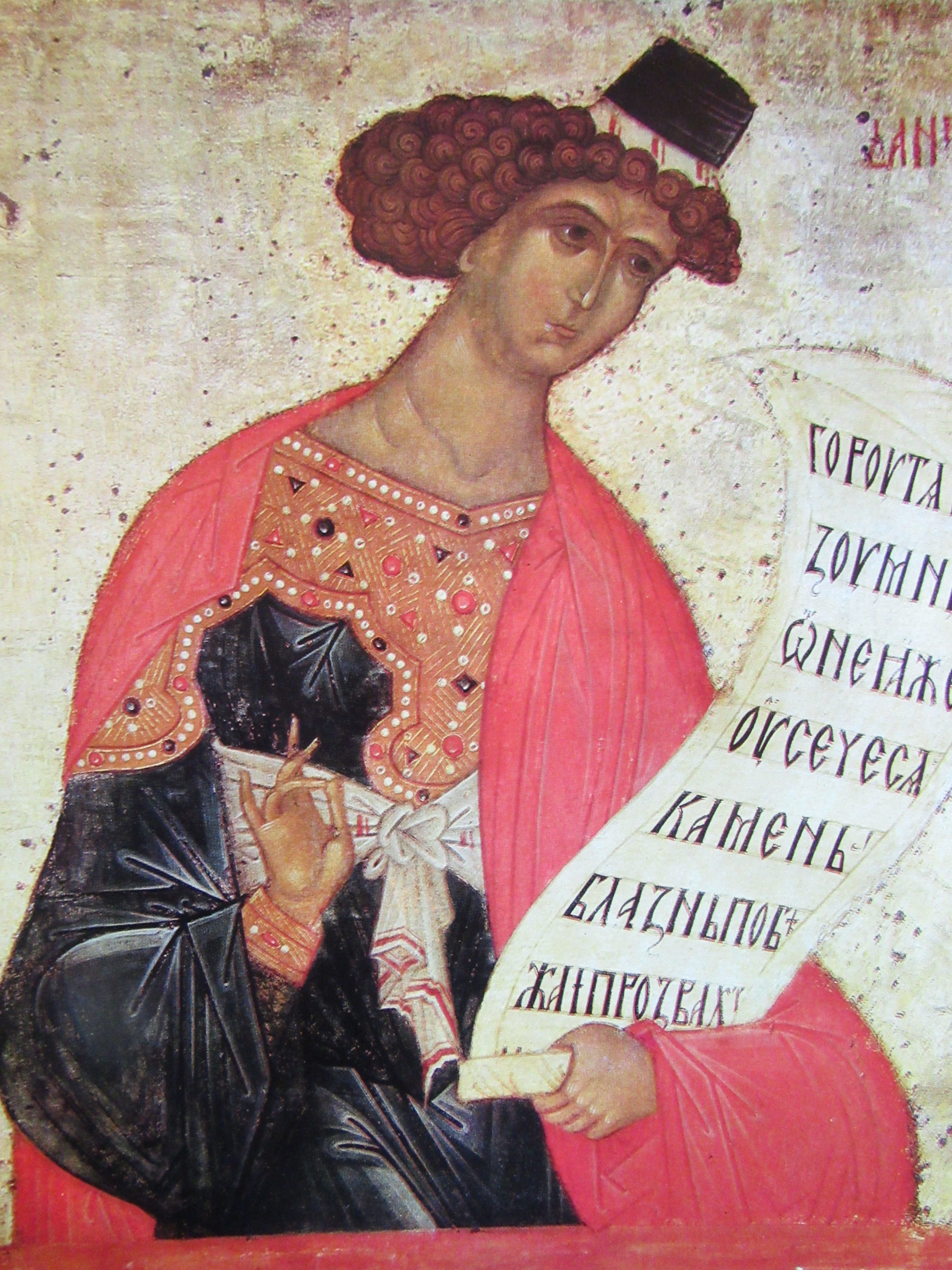
Le Prophète Daniel
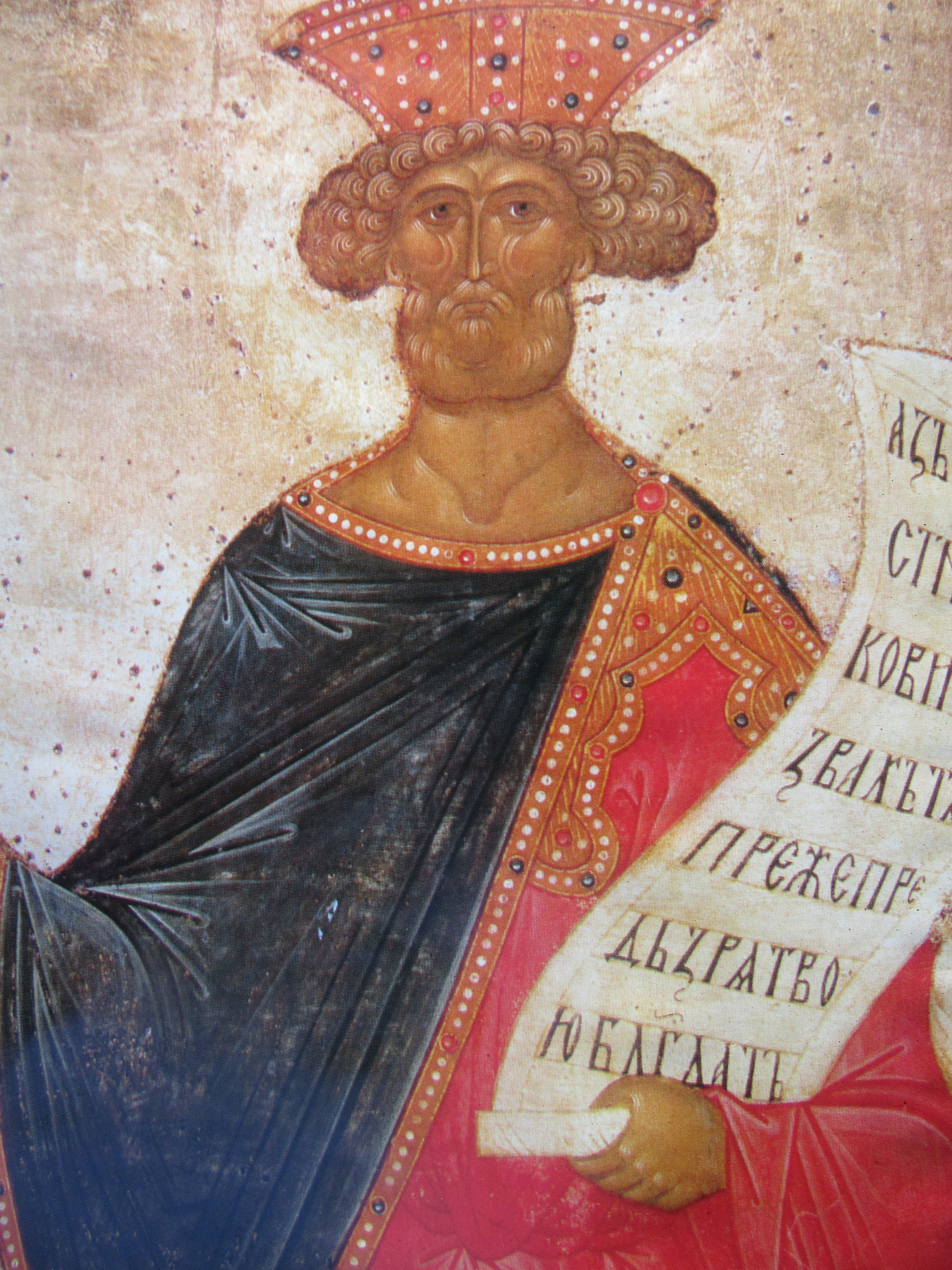
Le Roi David
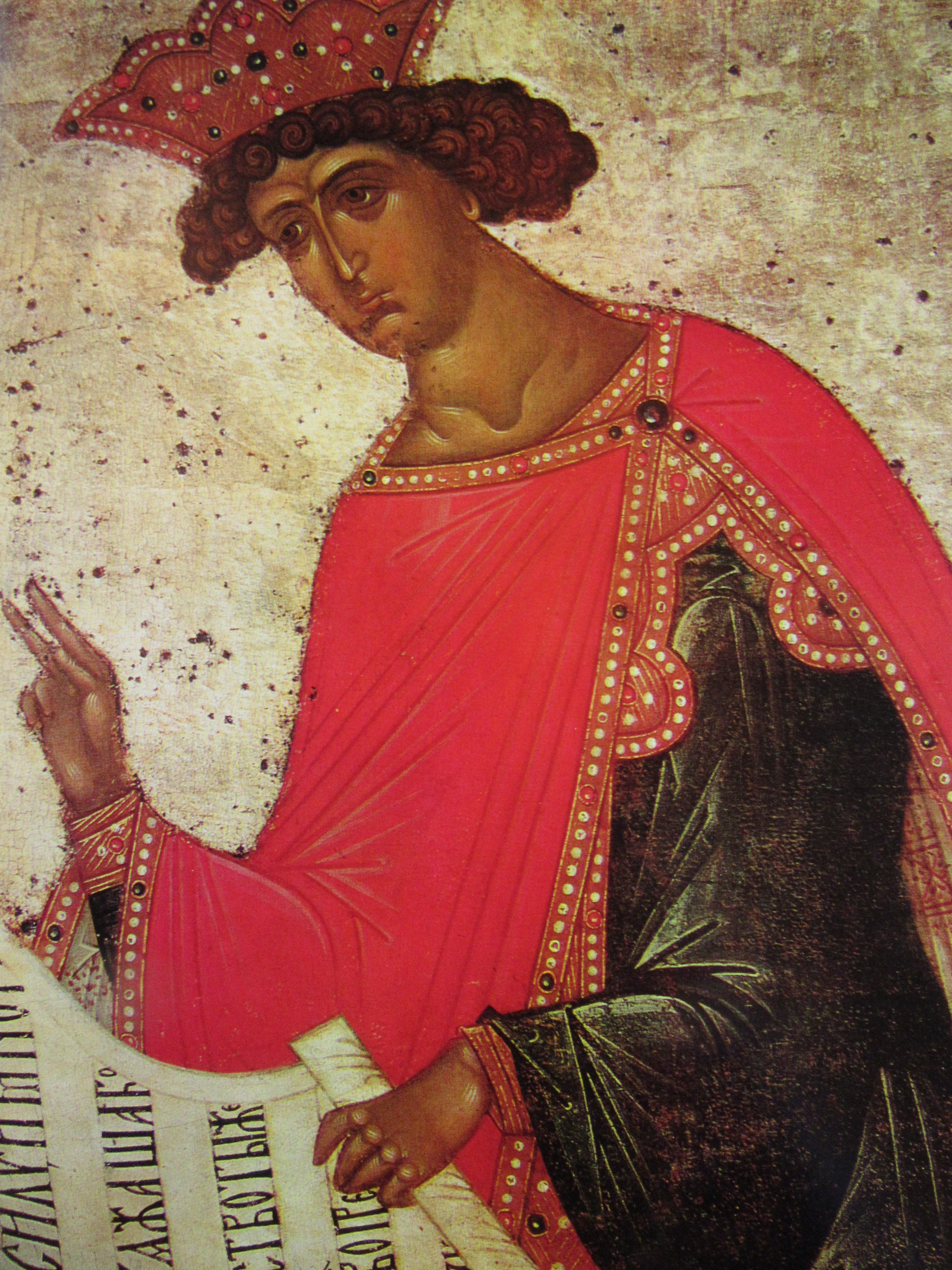
Le prophète Salomon

L'icône des prophètes Daniel, David et Salomon provient de l'iconostase de la cathédrale de la Dormition du monastère de Saint-Cyrille-du-Lac-Blanc qui date de la fin du XVe siècle. Elle est dans un remarquable état de conservation. Elle est exposée à la galerie Tretiakov à Moscou. Ses dimensions sont de 67 sur 179 centimètres. La doska est en bois et l’icône est réalisée à tempera.

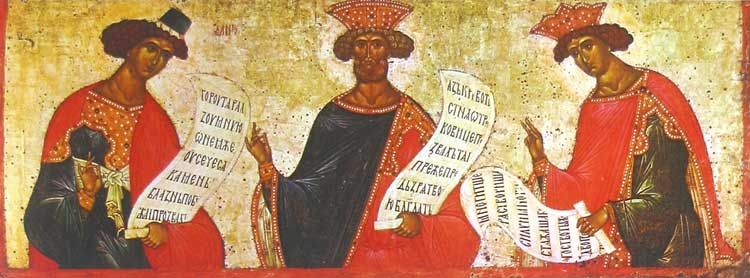
Daniel, David et Solomon (Novgorod, c. 1497. GTG)

## Histoire
À l'origine l'iconostase du monastère de Saint-Cyrille-du-Lac-Blanc datée de 1497, contenait quatre registres d'icônes. Mais les images du registre des prophètes étaient trop grandes pour être intégrées dans une nouvelle construction de cette iconostase. Si bien qu'au XVIIIe siècle, ce registre des prophètes est supprimé. Sur les neuf icônes, les huit qui subsistent se trouvent à la Galerie Tretiakov ou au monastère de la Dormition du monastère de Saint-Cyrille. L'auteur des images des prophètes est probablement celui qui a réalisé l'iconostase.
Ces œuvres sont attribuées traditionnellement à l'école de Novgorod. Mais le dessin parfait et les silhouettes impeccables de ces prophètes permet de la rattacher aussi à l'école de Moscou

## Description
Il s'agit d'une large icône symétrique par rapport au personnage central, le roi David entouré des prophètes Daniel et Salomon. La distribution des couleurs est très bien étudiée. Les vêtements des prophètes se présentent en fort contraste entre le rouge de leur cape et le vert-noir des chitons ce qui donne un effet simple, décoratif et élégant. Le dessin est fin et précis, les lignes sont claires et régulières. Les cheveux à grandes boucles sont surmontés de couronnes de pierres précieuses pour David et Salomon. Les visages sont sévères et fort individualisés.